# Gemini Syndrome
Gemini Syndrome — американская ню-метал группа.

## История
Группа основана в 2010 году в Лос-Анджелесе бывшим гитаристом группы Otep Аароном Нордстромом. 25 января 2011 года музыканты выпустили дебютный мини-альбом EP I, спродюсированный Майком Долингом. Осенью 2011 года группа съездила в турне с Уэйном Статиком. В феврале-марте 2013 коллектив выступал с группами Mushroomhead и Device. Летом 2013 вышел первый видеоклип Gemini Syndrome — на песню «Basement». Дебютный альбом, под названием LUX, был выпущен 10 сентября 2013 года. Диск привлёк некоторое внимание музыкальных критиков и попал в чарты Billboard. В 2016 году в группе сменились оба гитариста.

## Дискография

### Альбомы
| EP I - Тип: мини-альбом - Издан: 25 января 2011 - Лейбл: —                                     | —   | — |
| LUX - Тип: Студийный альбом - Издан: 10 сентября 2013 - Лейбл: Warner Music Group              | 150 | 3 |
| Memento Mori - Тип: Студийный альбом - Издан: 19 августа 2016 - Лейбл: Another Century Records | —   | — |

### Клипы
| Год  | Название   | Альбом | Режиссёр |
| ---- | ---------- | ------ | -------- |
| 2013 | «Basement» | EP I   |          |

## Состав группы

### Текущий состав
- Аарон Нордстром (Aaron Nordstrom) — вокалист (с 2010 года)
- Алессандро Павери (Alessandro Paveri) — басист (с 2010 года)
- Брайан Стил Медина (Brian Steele Medina) — барабанщик (с 2010 года)
- Даниэль Сахаган (Daniel Sahagún) - гитарист (с 2016 года)
- Чарльз Ли Салваджио (Charles Lee Salvaggio)  - гитарист (с 2016 года)

### Бывшие музыканты
- Рич Джузвик (Rich Juzwick) — гитарист (2010-2016)
- Майк Салерно (Mike Salerno) — гитарист (2010-2016)